# Социјална психологија
Социјална психологија је научна дисциплина која се налази између социологије и психологије, а бави се друштвеним понашањем људи или интеракцијама људи у друштвеним групама. Основно занимање социјалне психологије је социјализација личности или како се човек као биолошко биће укључује у друштвену заједницу и постаје социјално биће, што му је иманентно природи. Такође, социјалну психологију занимају интеракције међу људима унутар групе и групно понашање. Предмет интересовања социјалне психологије данас је толико широк да се може говорити о скупу научних дисциплина које „покривају“ све облике човековог живота јер су сви облици човековог живота и социјални и психички феномен и као такви предмет мулти и интердисциплинарног истраживања под окриљем социјалне психологије као својеврсне мета друштвене науке (могући начин виђења социјалне психологије). Оснивачем Социјалне психологије сматра се руски научник Борис Паригин.
 Социјална психологија је донекле премостила јаз између психологије и социологије, али и даље постоји јаз између та два поља. Ипак, социолошки приступи психологији остају важан пандан конвенционалним психолошким истраживањима. Осим поделе између психологије и социологије, постоји разлика у нагласку између америчких и европских социјалних психолога, јер су се први традиционално више фокусирали на појединца, док су други генерално више пажње посвећивали појавама на нивоу групе.

## Историја
Иако су питања социјалне психологије већ била разматрана у филозофији током већег дела људске историје - као што су списи исламског филозофа Ал-Фарабија, који су се бавили сличним питањима - модерна научна дисциплина отпочета је у Сједињеним Државама када је Америчко социолошко удружење (ASA) основано је 1905.

### 19. век
У 19. веку социјална психологија била је поље у настајању из ширег поља психологије. У то време многи психолози су се бавили развојем конкретних објашњења за различите аспекте људске природе. Покушали су да открију конкретне узрочно-последичне везе које објашњавају друштвене интеракције. Да би то учинили, применили су научне методе на људско понашање. Прва објављена студија у том пољу био је експеримент Нормана Триплета из 1898. године о феномену друштвених олакшица. Ови психолошки експерименти касније су настали као темељ многих друштвених психолошких налаза 20. века.

### Почетaк 20. века
Током 1930-их, многи гешталтски психолози, пре свега Курт Левин, избегли су у Сједињене Државе из нацистичке Немачке. Они су били кључни у развоју овог подручја као подручја одвојеног од доминантних бихејвиористичких и психоаналитичких школа тог времена. Ставови и феномени комуникације у групи били су теме које су се најчешће проучавале у ово доба.
Током Другог светског рата, социјални психолози су се углавном бавили студијама убеђивања и пропаганде америчке војске (види такође психолошки рат). Након рата, истраживачи су се заинтересовали за разне друштвене проблеме, укључујући питања рода и расних предрасуда. Најважнији и спорнији од њих били су Милграмови експерименти. Током година непосредно након Другог светског рата, постојала је честа сарадња између психолога и социолога. Две дисциплине су се, међутим, последњих година све више специјализовале и изоловале једна од друге, при чему су се социолози генерално фокусирали на макро карактеристике, док су се психолози углавном фокусирали на превасходно микро карактеристика.

### Крај 20. века
Шездесетих година постојало је све веће интересовање за теме попут когнитивне дисонанце, интервенције посматрача и агресије. До 1970-их, међутим, друштвена психологија у Америци је достигла кризу, јер су се појавиле жестоке расправе о питањима попут етичке забринутости о лабораторијским експериментима, о томе да ли становиште заправо може предвидети понашање и колико се научног исраживања може учинити у културном контексту. Ово је такође било време када је ситуационизам почео да оспорава релевантност собства и личности у психологији.
Током осамдесетих и деведесетих година 20. века, социјална психологија је достигла зрелији ниво, посебно у погледу теорије и методологије. Сада пажљиви етички стандарди регулишу истраживање, а појавиле су се и плуралистичке и мултикултуралне перспективе. Савремене истраживаче занимају многи феномени, мада су атрибуција, друштвена спознаја In cognitive neuroscience the biological basis of social cognition is investigated. и концепт себе вероватно подручја највећег раста последњих година. Социјални психолози су такође задржали своја примењена интересовања доприносом у социјалној психологији здравља, образовања, права и на радном месту.

### 21. век
Тренутно, етички стандарди регулишу истраживање, а појавиле су се плуралистичке и мултикултуралне перспективе друштвених наука. Већина модерних истраживача у 21. веку заинтересована је за феномене као што су атрибуција, социјална когниција и самоспознаја. Током пандемије COVID-19, социјални психолози су испитивали ефекте социјалне изолације, страха и дезинформација на колективно понашање. Истраживање се такође фокусирало на то како је стрес повезан са пандемијом утицао на ментално здравље и социјалну кохезију. Социјални психолози се, поред тога, баве примењеном психологијом, доприносећи примени социјалне психологије у здравству, образовању, праву и на радном месту.